# مایشان
مایشان (به لاتین: Meishan) یک شهر مرکزی در جمهوری خلق چین است که در سیچوآن واقع شده‌است.